# Largo Invierno
En el universo imaginario de J. R. R. Tolkien y en los Apéndices de la obra El Señor de los Anillos se llamó el Largo Invierno a una inusual y larga extensión de un muy frío invierno en la Tierra Media, ocurrido entre los años 2758 y 2759 de la Tercera Edad del Sol y que afectó, principalmente, a Eriador y a Rohan.
El Largo Invierno comenzó en noviembre de 2758 T. E., y la nieve, venida del Norte y del Este, pronto cubrió todo Eriador y Rhovanion y todos los valles al sur de las Ered Nimrais.
La mortandad y la hambruna se apoderaron del noroeste de la Tierra Media durante casi cinco meses. Esto fue aprovechado por Sauron, quien lanzó un doble ataque contra Gondor. Por un lado, los Corsarios de Umbar, con tres grandes flotas, penetraron en el Sur de Gondor y realizaron ataques simultáneos a las costas, obligando al Senescal Beren de Gondor a enviar a su hijo Beregond a combatirlos.
Por otro lado, Rohan fue ocupada por los dunlendinos (apoyados por los Corsarios) y Helm Manomartillo fue obligado a refugiarse en Cuernavilla. Desde allí, realizaba incursiones atacando a los invasores, que recorrían la zona en búsqueda de comida. En una de esas incursiones, Háma, el hijo menor de Helm, fue muerto por el enemigo. Enfurecido, el Rey de Rohan salió sólo y mató enemigos con sus propias manos, haciendo sonar su cuerno antes de cada ataque. Una noche, el Rey no volvió. Lo vieron erguido, cerca de la empalizada que rodeaba el desfiladero luego conocido como el Abismo de Helm: "(...) muerto como una piedra; pero no había doblado las rodillas. No obstante, los hombres dijeron que el cuerno se escuchaba aún de vez en cuando en el Abismo, y que el espectro de Helm andaba entre los enemigos de Rohan y los mataba de miedo." (El señor de los anillos, Apéndice A).
Pero cuando caía el invierno, Fréaláf, hijo de la hermana de Helm, derrotó a los dunlendinos y recuperó el territorio. El Senescal no pudo enviar ayuda porque estaba ocupado luchando en el Sur. Más tarde, Beregond acudió en ayuda de Fréaláf y juntos terminaron de limpiar el territorio.
Se dice que el final del Largo Invierno trajo consigo grandes inundaciones y "(...) el valle del Entaguas se convirtió en un pantano gigantesco. Los invasores del Este perecieron o se retiraron." (Ibídem).